# Attila Szabó (piragüista húngaro)
Attila Szabó (Eger, 3 de mayo de 1963) es un deportista húngaro que compitió en piragüismo en la modalidad de aguas tranquilas. Ganó once medallas en el Campeonato Mundial de Piragüismo entre los años 1987 y 1995.
Participó en los Juegos Olímpicos de Seúl 1988, donde finalizó cuarto en la prueba de C1 500 m.

## Palmarés internacional
| Campeonato Mundial | Campeonato Mundial        | Campeonato Mundial | Campeonato Mundial |
| Año                | Lugar                     | Medalla            | Evento             |
| ------------------ | ------------------------- | ------------------ | ------------------ |
| 1987               | Duisburgo (RFA)           | Medalla de bronce  | C1 500 m           |
| 1989               | Plovdiv (Bulgaria)        | Medalla de plata   | C4 500 m           |
| 1989               | Plovdiv (Bulgaria)        | Medalla de plata   | C4 1000 m          |
| 1990               | Poznań (Polonia)          | Medalla de plata   | C4 500 m           |
| 1990               | Poznań (Polonia)          | Medalla de plata   | C4 1000 m          |
| 1991               | París (Francia)           | Medalla de oro     | C2 500 m           |
| 1993               | Copenhague (Dinamarca)    | Medalla de oro     | C4 500 m           |
| 1994               | Ciudad de México (México) | Medalla de plata   | C4 200 m           |
| 1994               | Ciudad de México (México) | Medalla de oro     | C4 500 m           |
| 1995               | Duisburgo (Alemania)      | Medalla de oro     | C4 200 m           |
| 1995               | Duisburgo (Alemania)      | Medalla de oro     | C4 500 m           |